# Známyanka
Známyanka (en ucraniano: Зна́м'янка) es una ciudad de importancia regional de Ucrania perteneciente al óblast de Kirovogrado. En 2022, 21,221 personas vivían en la ciudad .
En 2020, Známyanka se convirtió en el centro de la comunidad territorial de Známyanka , que incluye 1 ciudad, 1 asentamiento de tipo urbano (Známyanka Druha) y 4 aldeas: Petrove , Vodyage , Sokilnyky y Novooleksandrivka .
Está ubicada a unos 40 km al noreste de la capital regional Kropivnitski.

## Historia
Známyanka fue fundada en 1869 como estación de ferrocarril, tomó su nombre de un pueblo cercano fundado en 1730 por colonos de Rusia central (hoy óblast de Oriol) que huyeron al territorio de los cosacos de Zaporizhia de la persecución política (hoy Známyanka Druha). También hay otra versión del origen del nombre, según la cual, durante las guerras ruso-turcas, los cosacos ucranianos, que entonces estaban bajo el protectorado del Imperio ruso, antes de entrar en otra batalla con los turcos, escondieron sus bandera, en uno de los prados de la Selva Negra, luego murieron. Según esta versión, el nombre del asentamiento apareció en honor a una bandera bien conservada (ucraniano: знамено, znameno) .

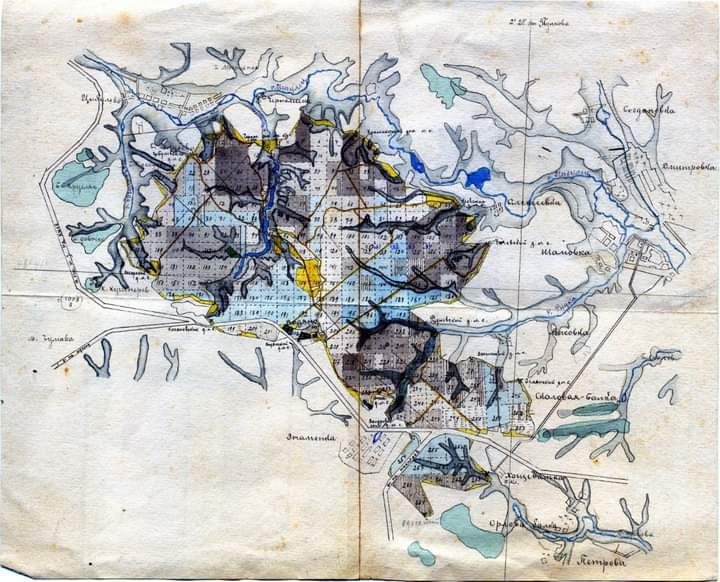
mapa de finales del siglo XIX

En 1886, ya había 24 casas particulares, un refugio de tierra, lugares de comercio y una población de 143 habitantes. En 1913, vivían aquí unas 6.000 personas.

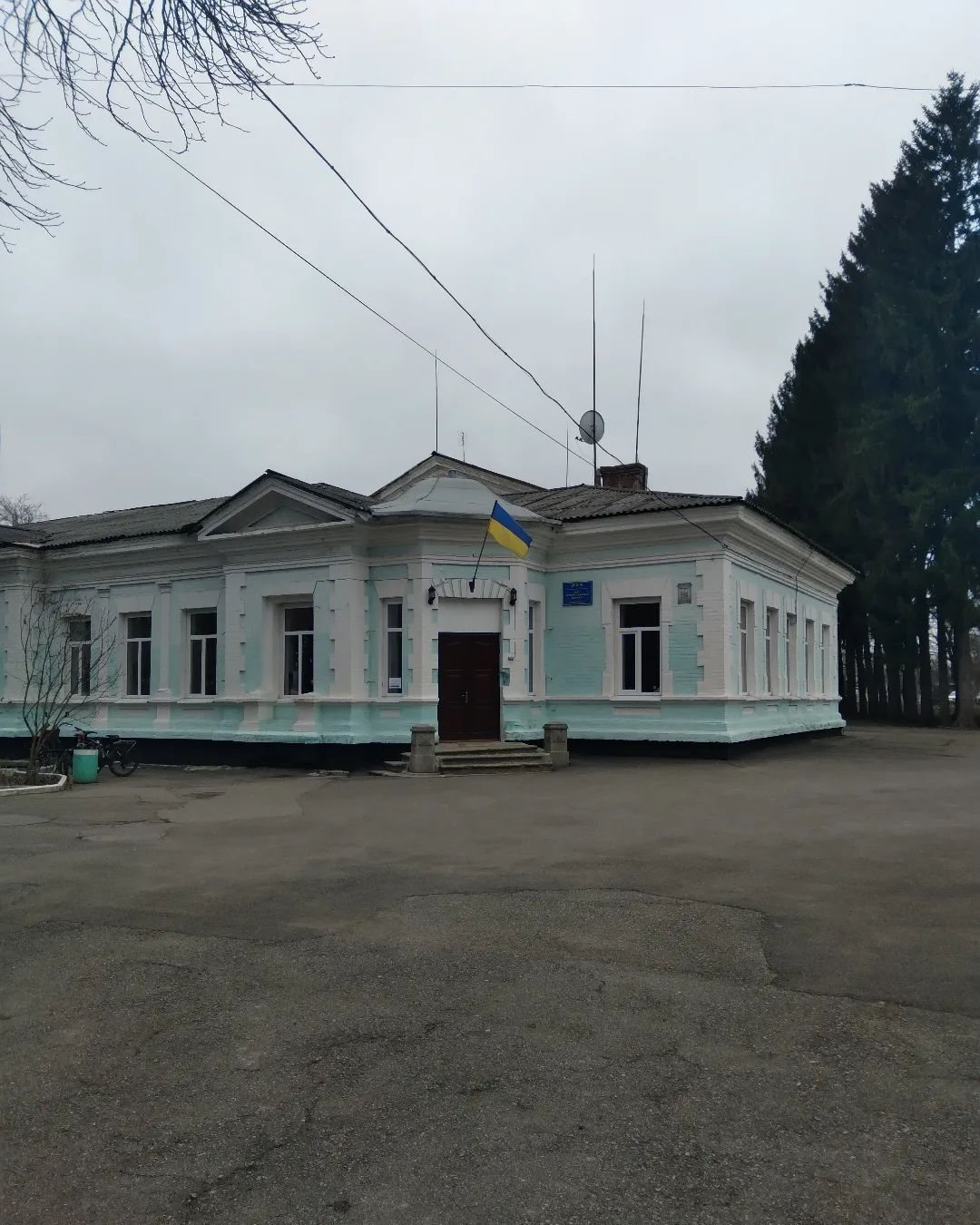
la casa de Mykola Lysenko, el edificio más antiguo de Známyanka

Después del colapso del Imperio ruso, el comienzo de la Guerra de Independencia de Ucrania y la 
Guerra Soviético-Ucraniana (1917-1921), la ciudad formó parte de la República Popular de Ucrania y la República de Jolodny Yar. En 1920, el Ejército Rojo finalmente conquistó la ciudad en el tercer intento.

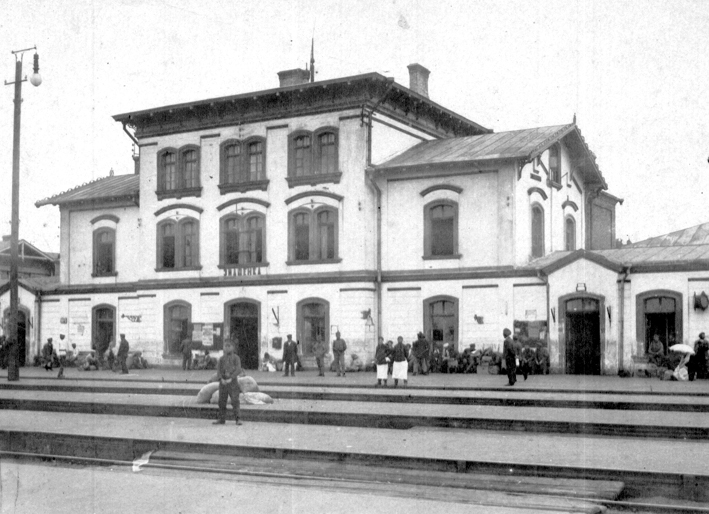
antigua estación (1918) El edificio fue destruido por el ejército soviético durante la Segunda Guerra Mundial

Durante los años de represión soviética, murieron unos 800 residentes de Známyanka. Tiene el estatus de ciudad desde 1938. Aquí nació el héroe de la Unión Soviética, Aleksandr Osadchi (29.05.1907 - 2.05.1981). De diciembre de 1936 a agosto de 1937, participó en la Guerra civil española, bajo el nombre de "Kazakov" comandó un escuadrón de cazas I-15. Durante un corto tiempo, fue asesor adjunto del comandante de la aviación, comandante de brigada E. S. Ptujin, pero pronto fue nombrado de nuevo comandante de uno de los escuadrones. En España, derribó personalmente cinco aviones. Desde la década de 1920, durante los años de represión masiva, vivió en Kiev, donde está enterrado.

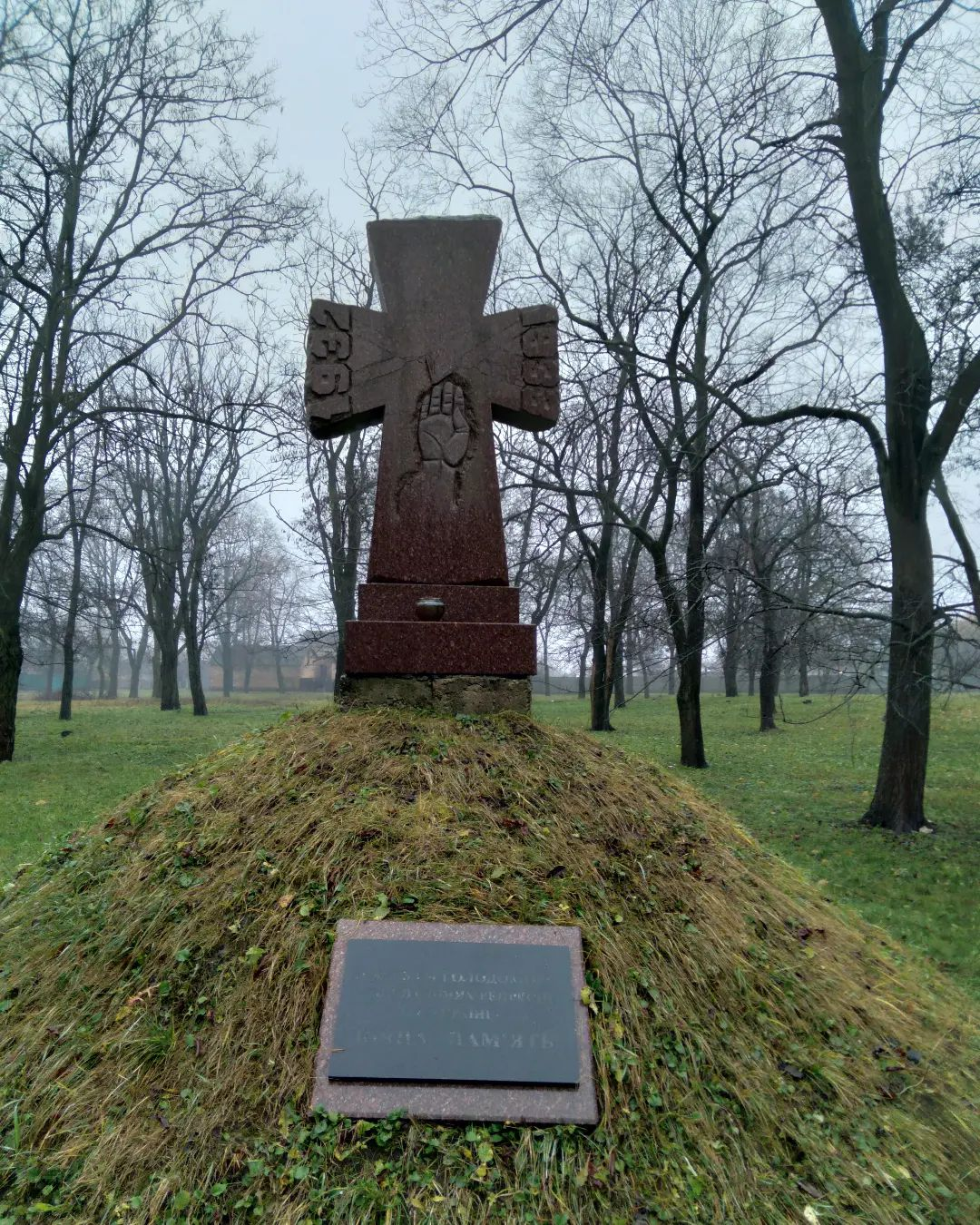
Memorial a las víctimas del Holodomor y la represión política

Y durante la Segunda Guerra Mundial y la ocupación nazi hubo más de mil.

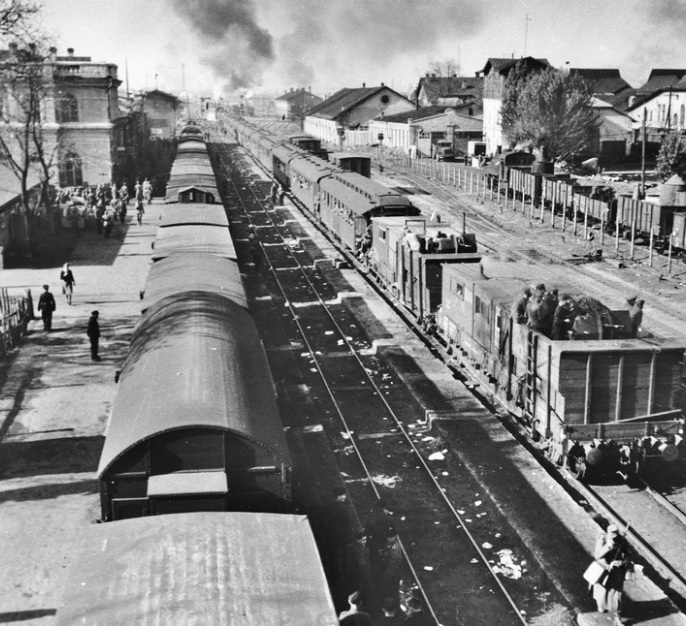
Trenes alemanes en la ciudad (1942)

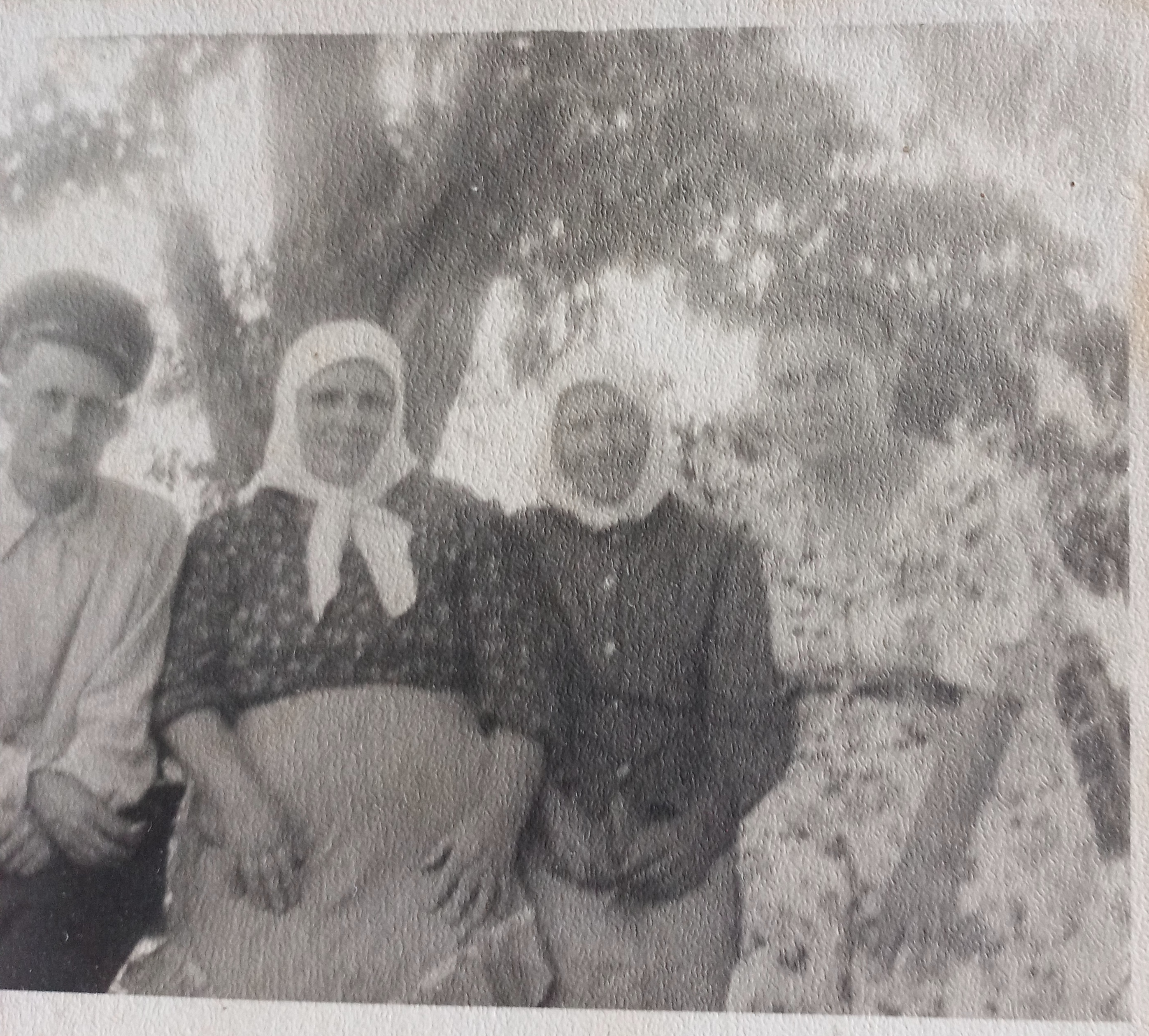
Lukia Stachenko (segunda desde la izquierda) con su familia, una de las pocas que ayudó a los partisanos durante los años de ocupación y resistió el Holocausto (foto de 1955)

En los años 60, se construyeron edificios residenciales de 5 pisos, en 1977 se inauguró el Palacio de la Cultura de la ciudad y en los años 80 se construyeron edificios residenciales de 9 pisos.

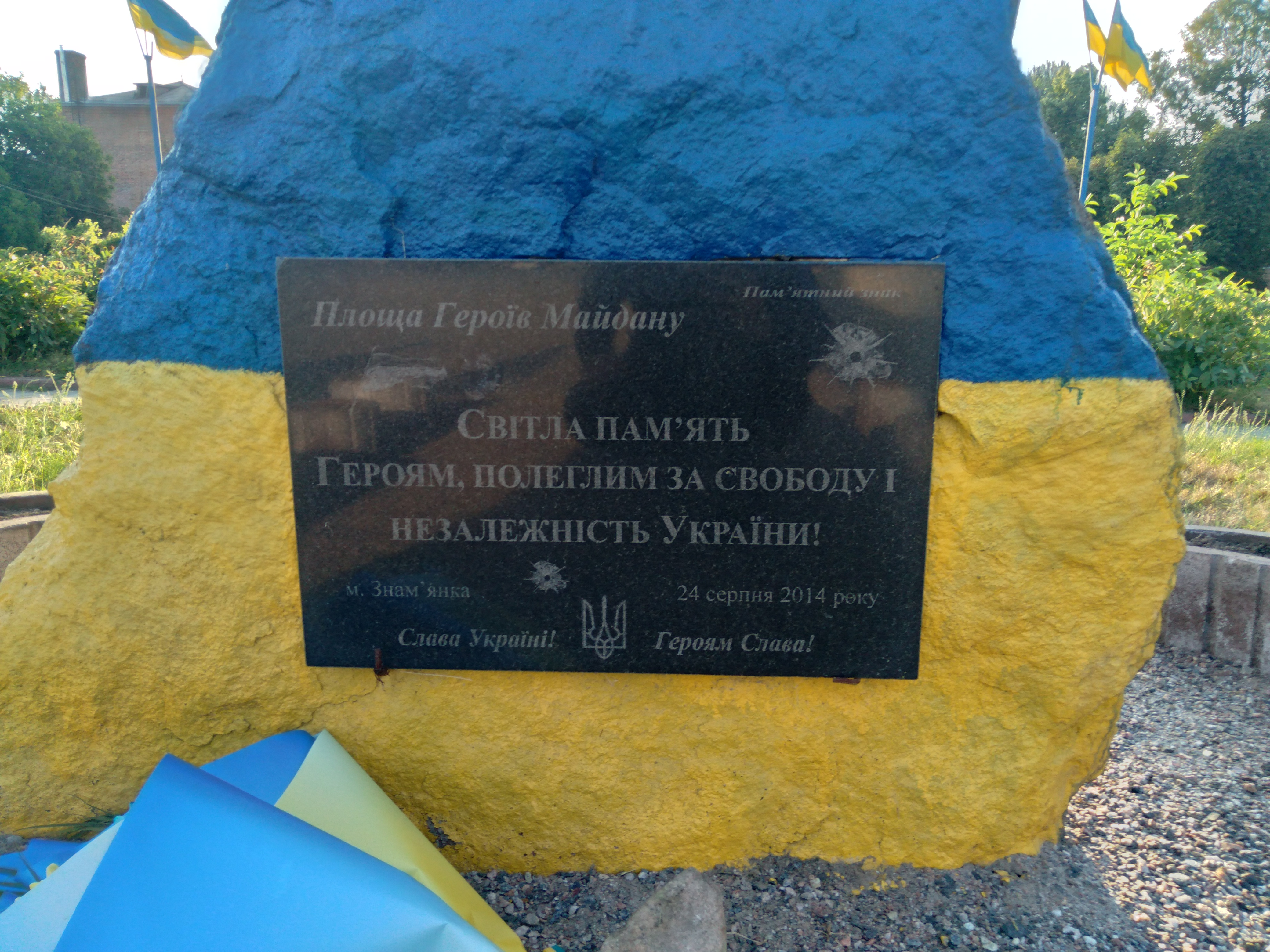
monumento a los acontecimientos de Euromaidán

Durante la Guerra del Dombás (2014-2021) casi 1.000 ciudadanos de Známyanka participaron en las operaciones de combate. 12 murieron, una calle central de la ciudad lleva el nombre de uno de ellos (Victor Holyi) . 
Durante la Invasión rusa de Ucrania Známyanka se convirtió en refugio para varios miles de refugiados del sureste del estado.

## Galería

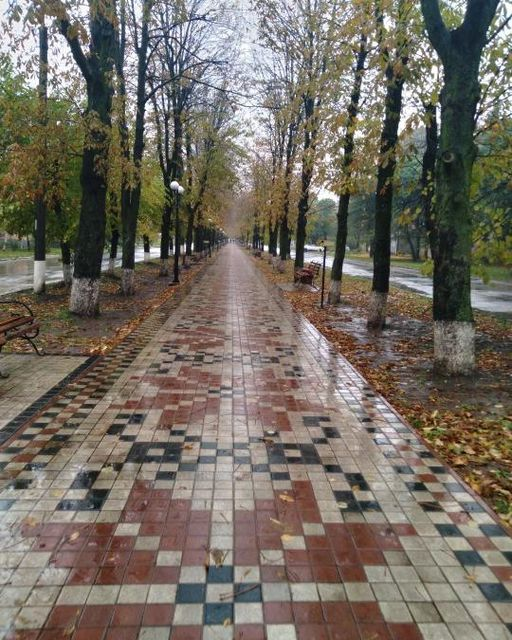
callejón cerca de la estación de tren

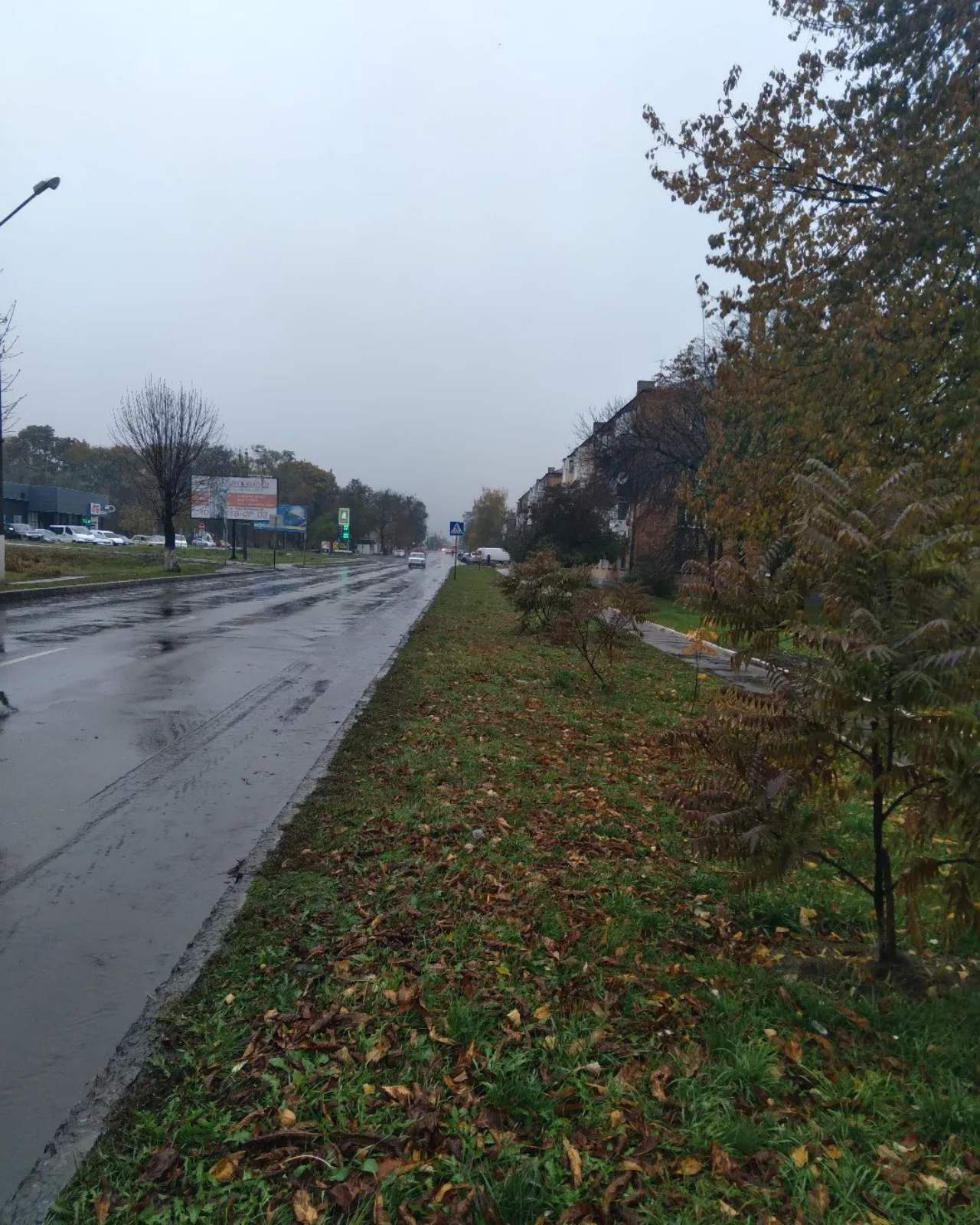
calle central

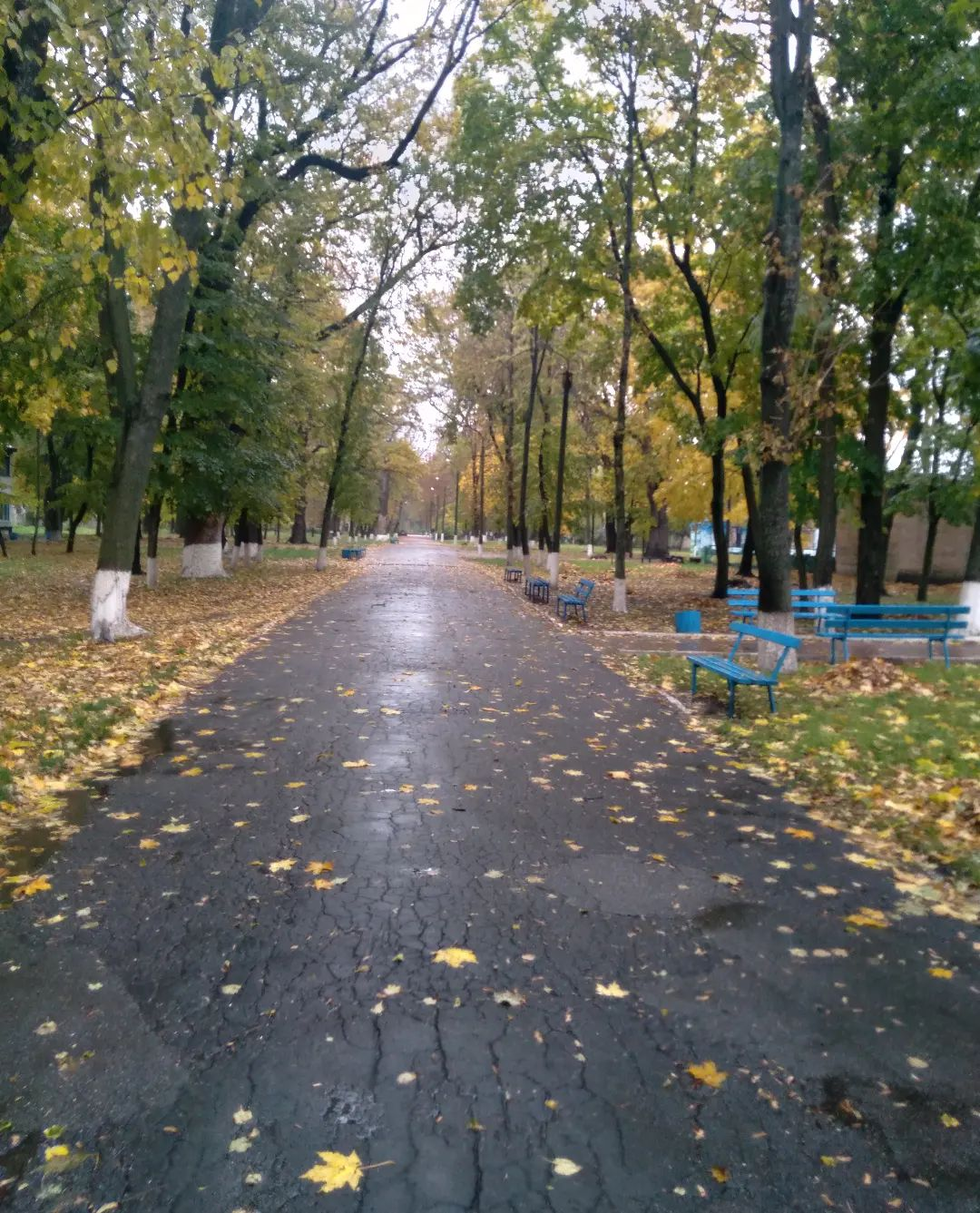
parque

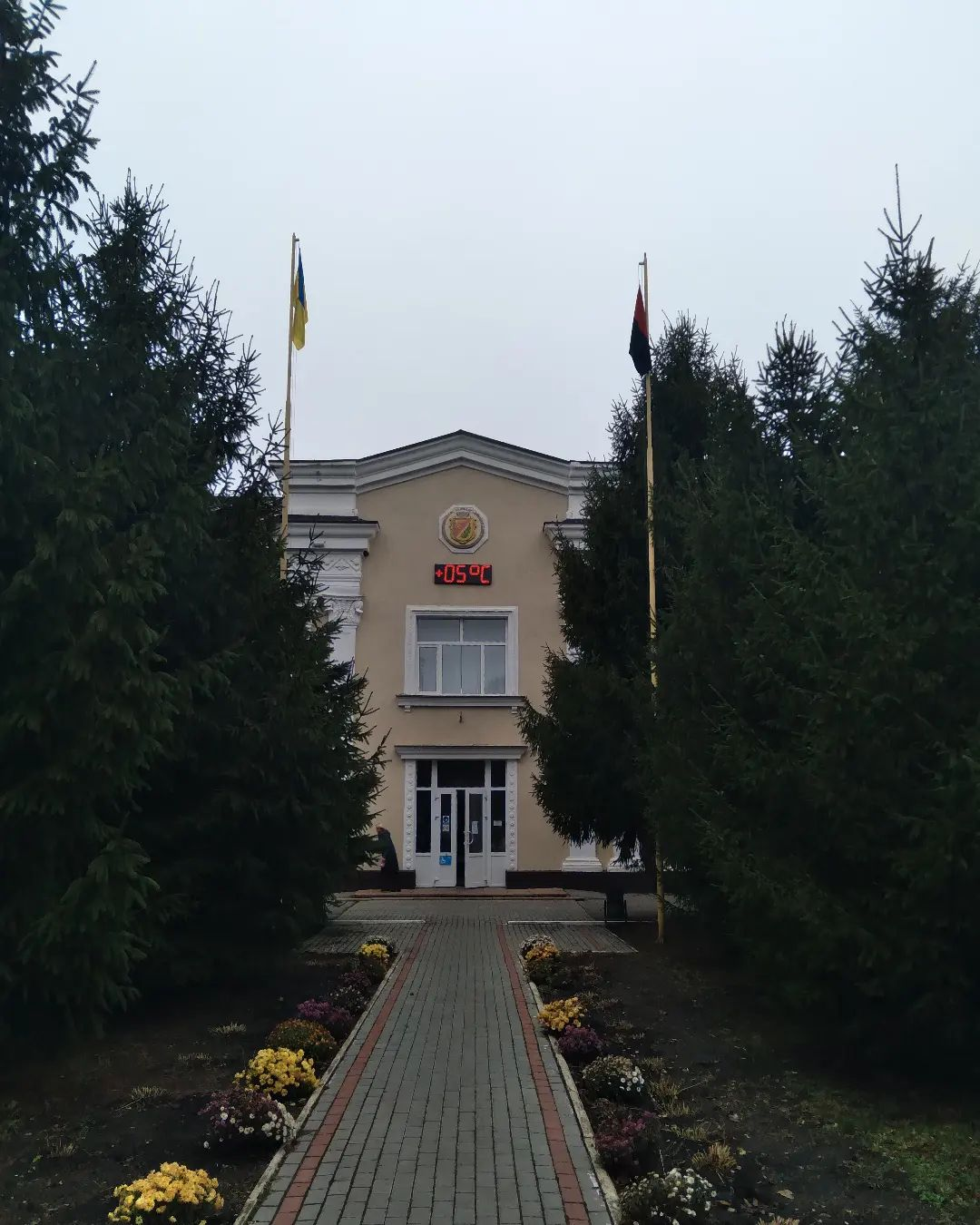
Ayuntamiento

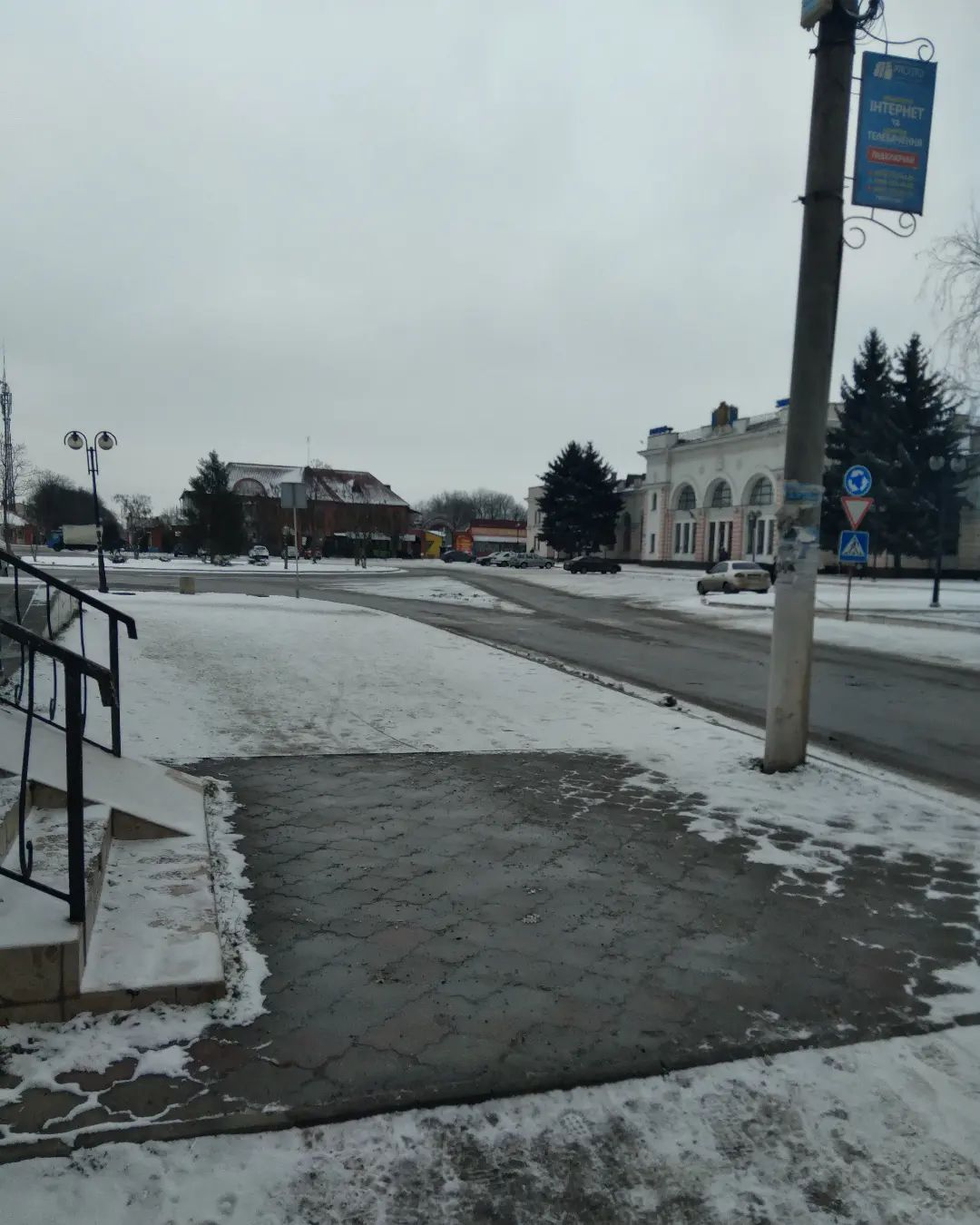
plaza cerca de la estación de tren

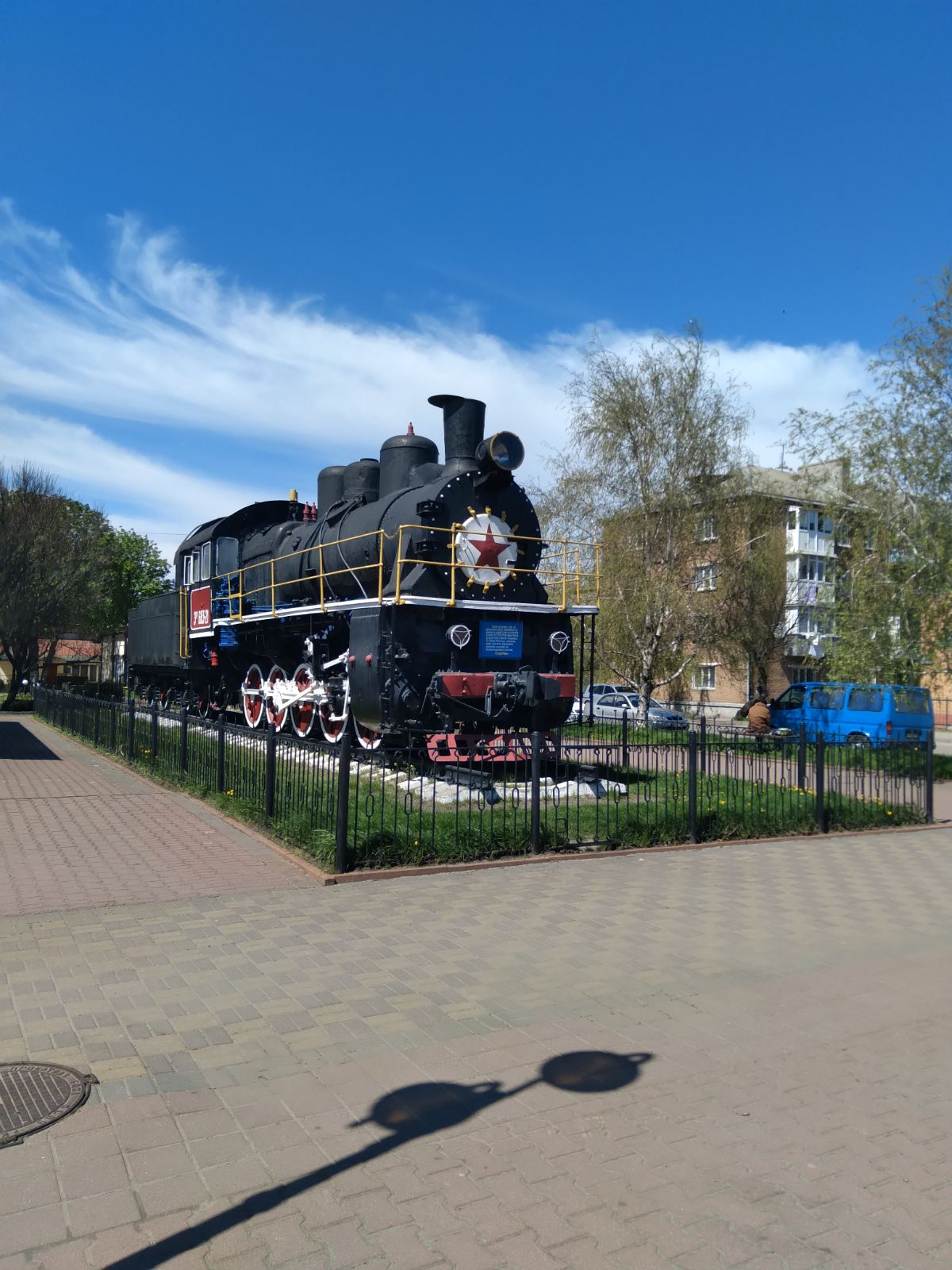
monumento a la locomotora cerca de la estación de tren

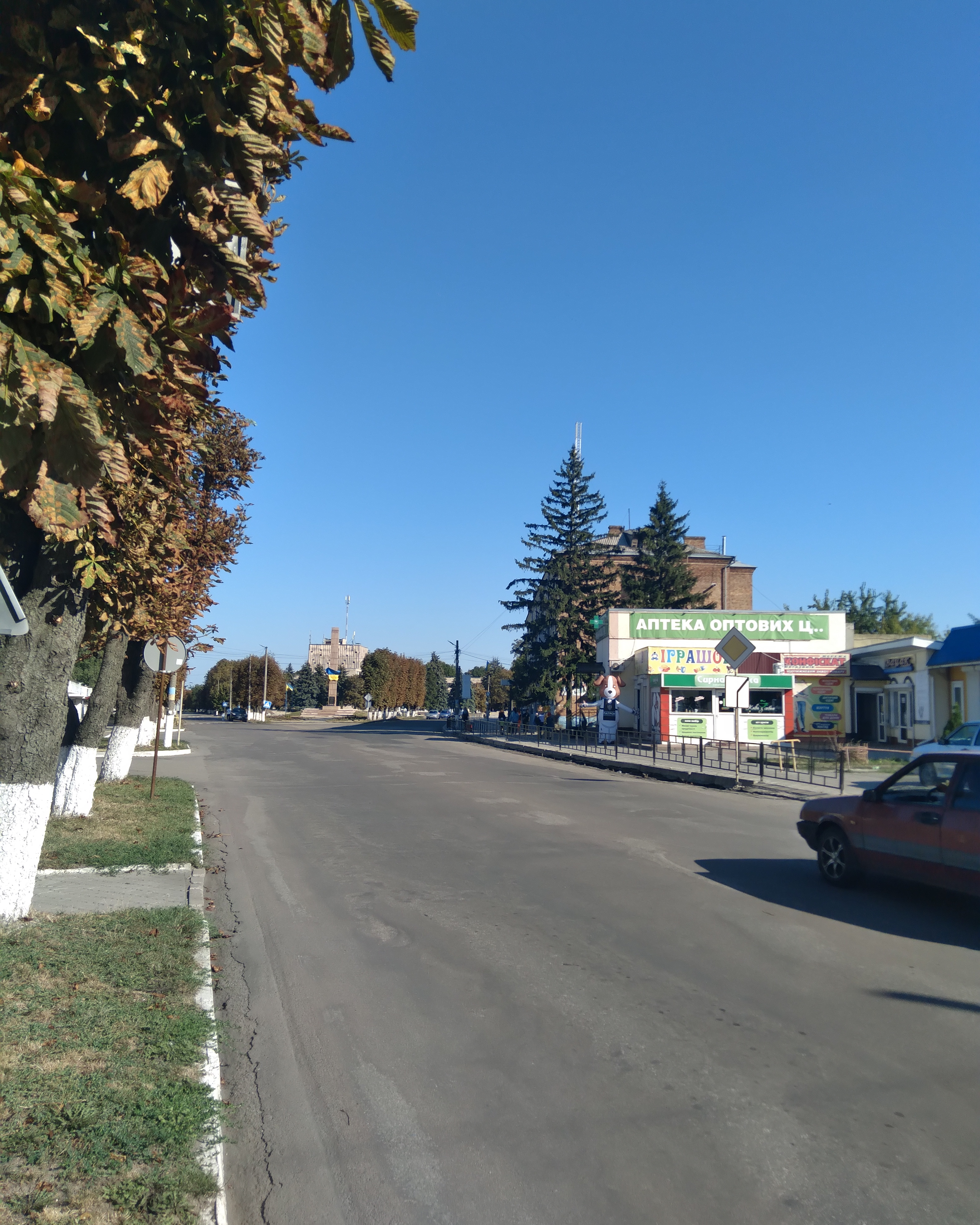
centro de la ciudad

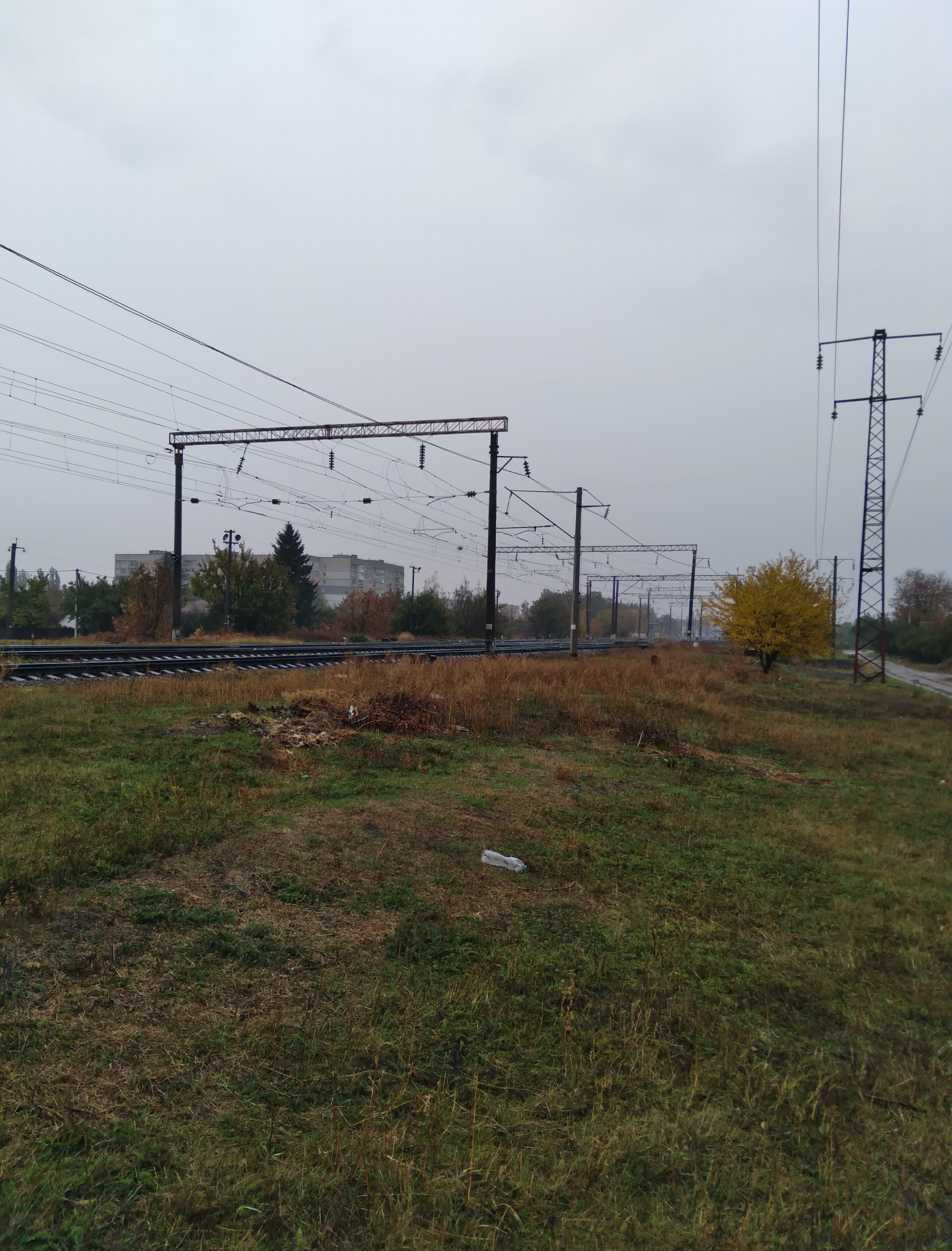
ferrocarril en la ciudad

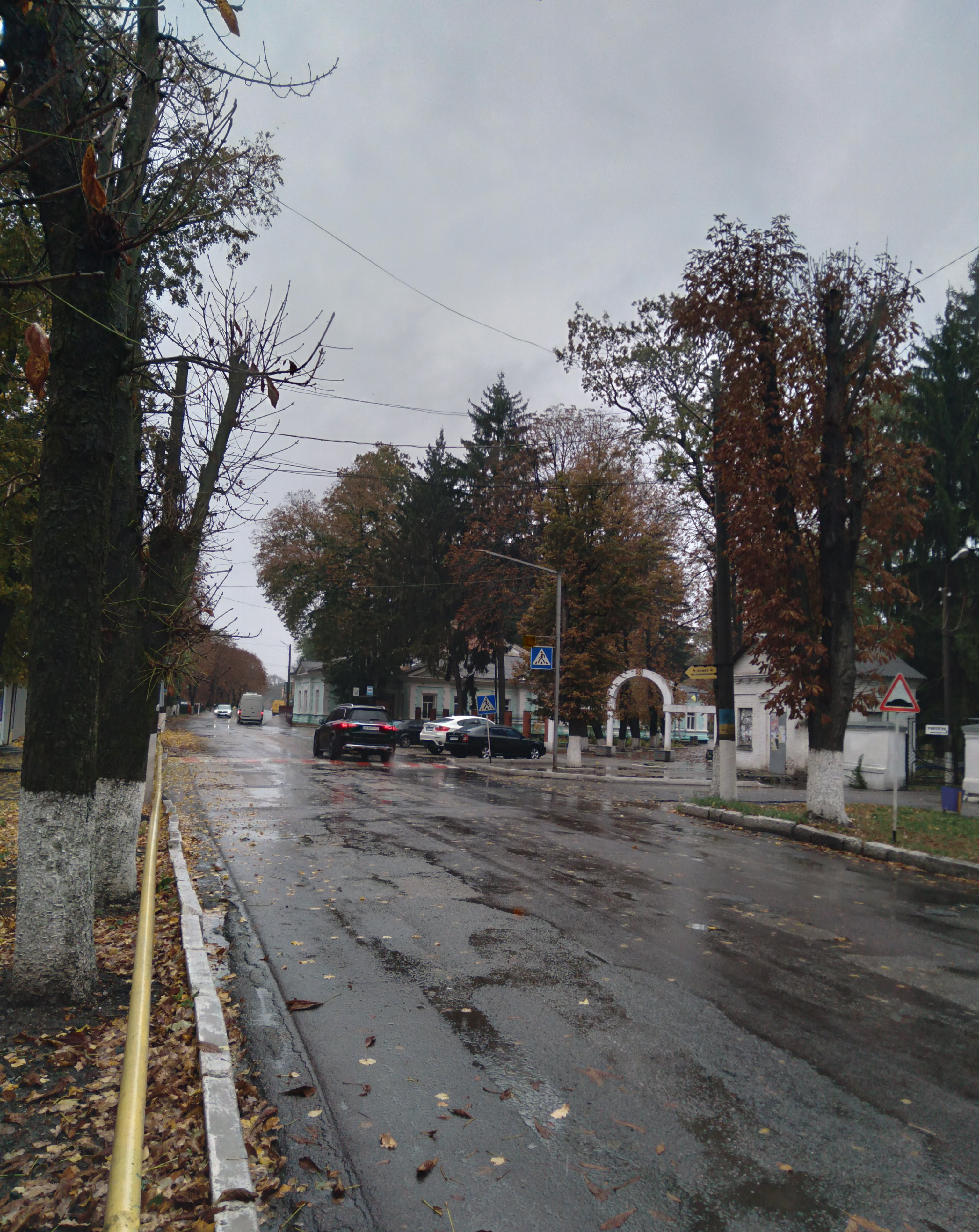
La casa de Mykola Lysenko

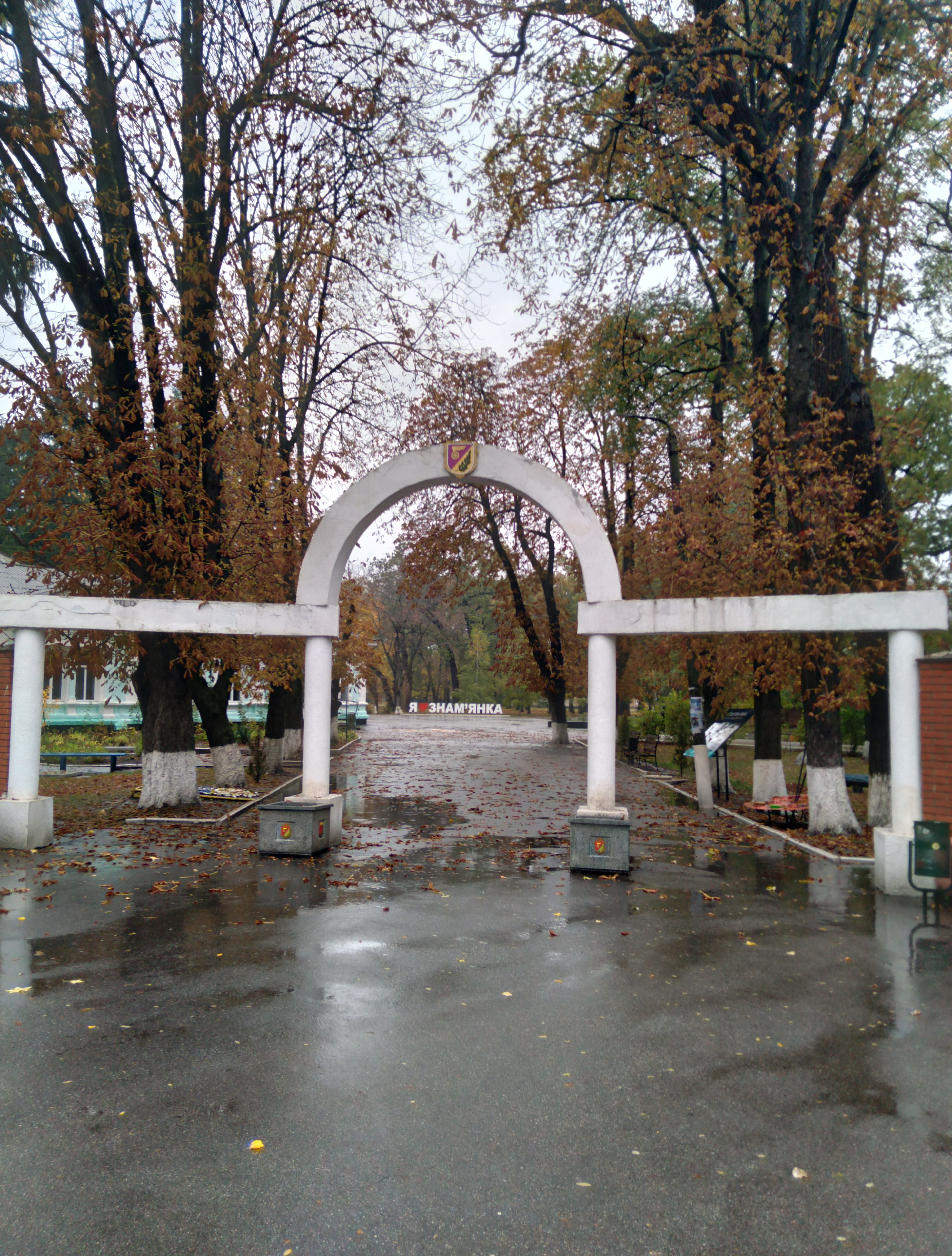
Arco en la entrada al parque de la ciudad

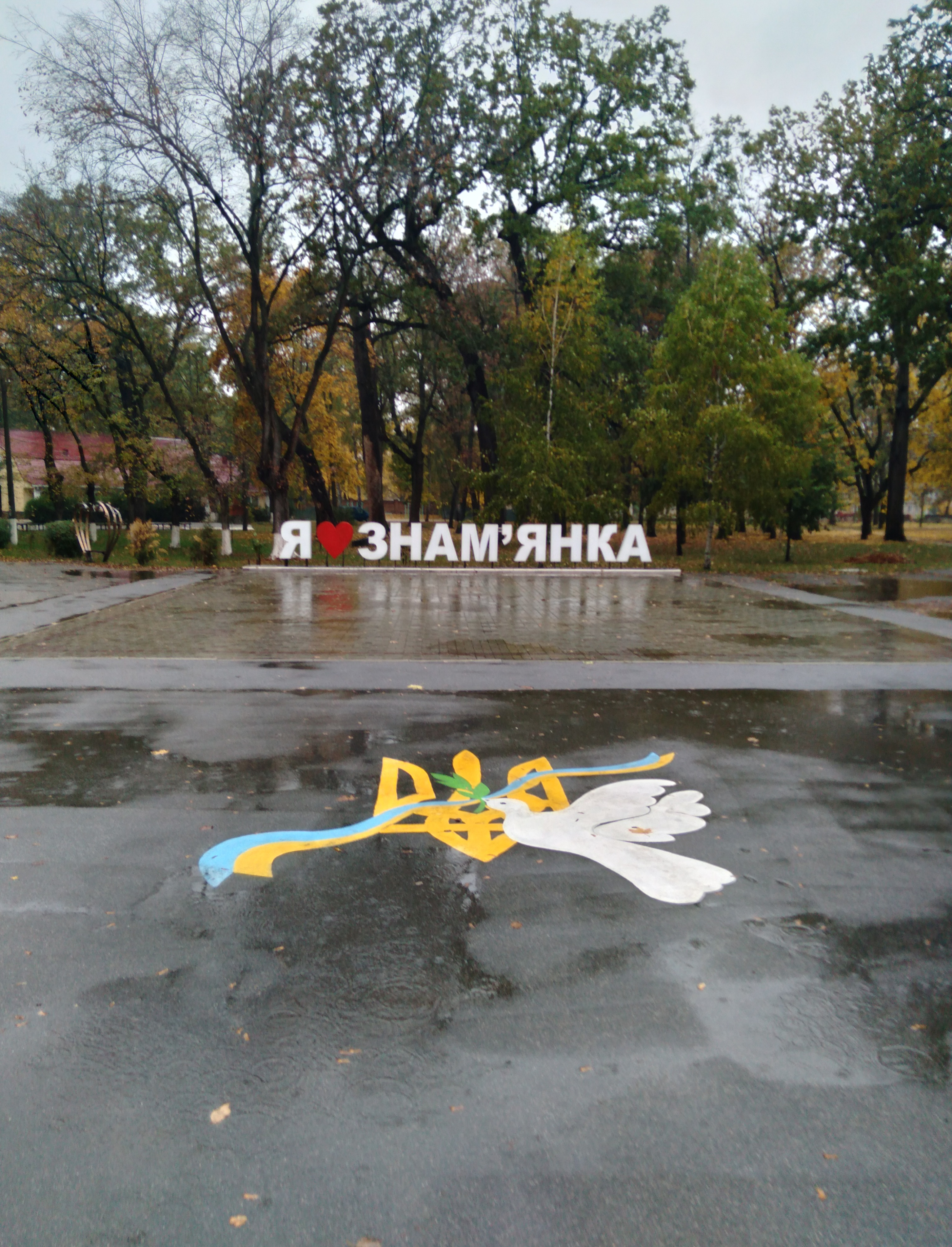
objeto de arte "Me encanta Známyanka"

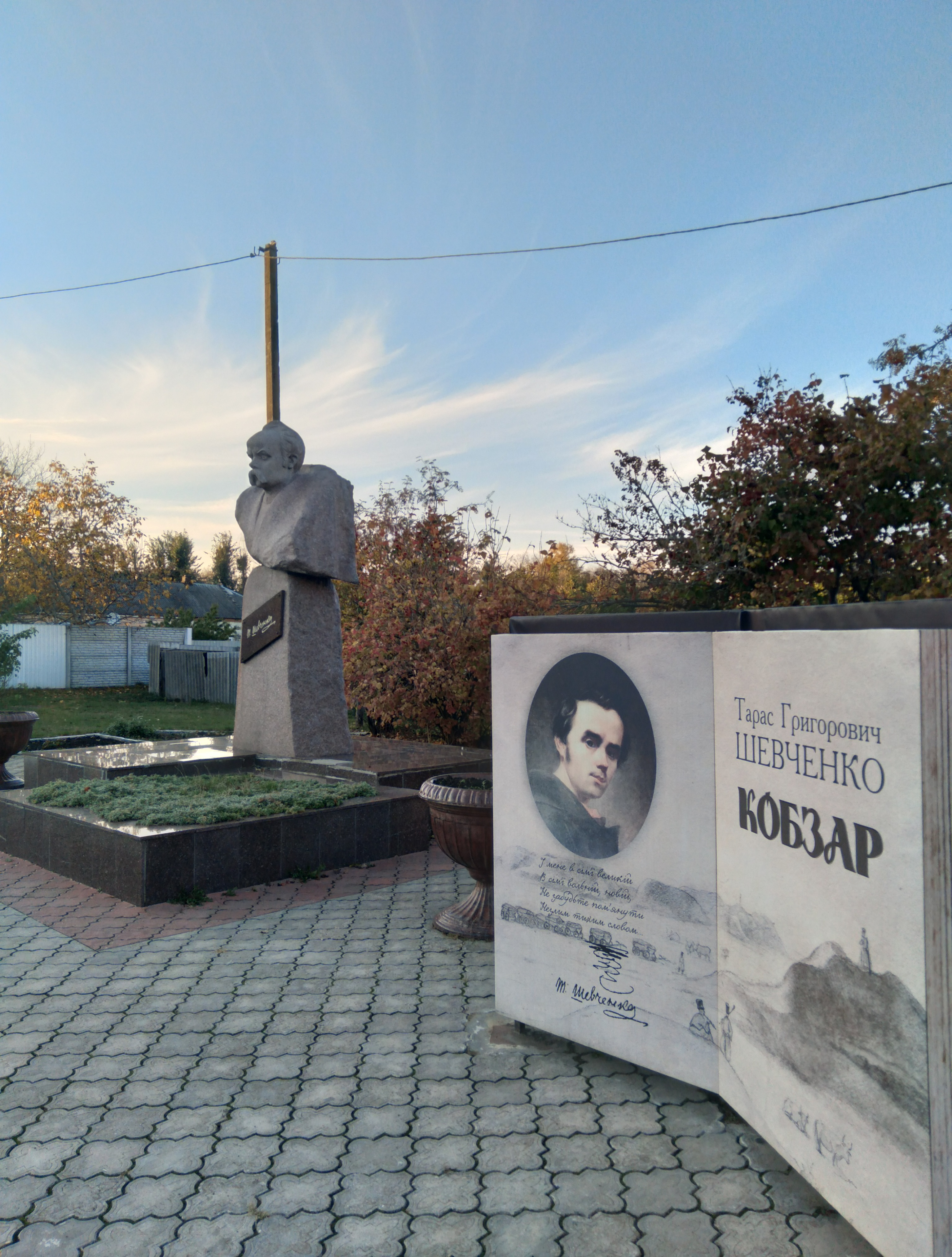
monumento a Taras Shevchenko